# Глушенков, Анатолий Егорович
Анато́лий Его́рович Глушенко́в (20 ноября 1942, Соколово, Смоленская область, СССР — 16 января 2018, Смоленск, Россия) — губернатор Смоленской области (1993—1998).

## Биография
Родился 20 ноября 1942 года в д. Соколово Смоленского района Смоленской области.
Окончил ПТУ по специальности «столяр-краснодеревщик», Смоленский вечерний авиационный техникум в 1968 году, Ленинградский институт авиационного приборостроения (ныне — ГУАП) (заочно) в 1975 году.
Работал столяром, шофёром, слесарем, огранщиком алмазов. С 1968 по 1979 год — мастер, инженер-технолог, инженер-конструктор, главный инженер завода малогабаритных вычислительных машин, избирался секретарем парткома завода.
С 1979 по 1982 год — председатель исполкома Совета депутатов Промышленного района г. Смоленска.
С 1983 года — заместитель директора, с 1986 по 1993 год — директор Смоленского завода холодильников (АО «Айсберг»).
Избирался депутатом районного, городского и Смоленского областного Советов.
С 29 апреля 1993 года по 1998 год губернатор Смоленской области. В декабре 1993 года был избран в Совет Федерации. С 1995 года участвовал в движении «Наш дом — Россия», избирался членом регионального и федерального советов, членом Политсовета НДР. С января 1996 года по май 1998 года по должности являлся членом Совета Федерации РФ второго созыва, был заместителем председателя Комитета по делам СНГ.
Умер 16 января 2018 года. Похоронен на Красноборском кладбище в Смоленске.

## Семья
Был женат, дети — сын и дочь. Сын Павел окончил Смоленскую военную академию.

## Награды
- Орден Дружбы (22 сентября 1997 года) — за большой личный вклад в социально-экономическое развитие области и многолетний добросовестный труд[4];
- Медаль «В ознаменование 100-летия со дня рождения Владимира Ильича Ленина» (1970 год)[5];
- Благодарность Президента Российской Федерации (30 мая 1998 года) — за добросовестный труд и последовательное проведение курса экономических реформ[6];
- Почётная грамота Правительства Российской Федерации (11 октября 1997 года) — за большой личный вклад в социально-экономическое развитие Смоленской области и многолетний добросовестный труд[7];
- Почётная грамота Совета Федерации Федерального Собрания Российской Федерации;
- Знак «Почётный авиастроитель».